# Puleva
Puleva, Akronym für Pura Leche de Vaca (spanisch für reine Kuhmilch), ist ein Unternehmen in der Molkereiindustrie, Marktführer im spanischen Milchsektor, mit Sitz in der andalusischen Stadt Granada (Spanien). Sie ist Teil der französischen Lactalis-Gruppe.

## Geschichte
(Quelle: )

### Die Union der Weinbauindustrie
Im April 1910 wurde von einer Gruppe von Geschäftsleuten und Hotelleriefachkräften aus Granada die Union der Weinbauindustrie (Unión Vinicola Industrial), mit dem Ziel, den Verkauf von Wein und Spirituosen zu koordinieren. Später begann man auch Speiseeis und Sodawasser herzustellen und zu verkaufen.

### Die Bildung von UNIASA
Mitte der 1950er Jahre wurde aus Gründen der Lebensmittelsicherheit die Versorgung der milchverarbeitenden Industrie gesetzlich geregelt. 1958 beantragte die Gesellschaft die Genehmigung, zentraler Molkereibetrieb für die Stadt Granada zu werden, welcher stattgegeben wurde und änderte ihren Namen in UNIASA (Unión Industrial y Agroganadera S.A.).
Die ersten Anlagen erlaubten eine tägliche Produktion von 20.000 Litern pasteurisierter Milch aus der Ebene von Granada (Vega de Granada).

### Die 1960er Jahre
Von Beginn an gab es Schwierigkeiten, gleichbleibende Lagerung der Ware zu gewährleisten, insbesondere aufgrund der Jahreszeiten, diese Probleme zwangen das Unternehmen auch länger haltbare Produkte wie zum Beispiel Milchpulver, Butter und später auch Frappés zu produzieren. Ausbauten des Werks wurden 1961, 1966, 1968 und 1970 notwendig. Ende der 1960er Jahre erreichte die tägliche Produktion 200.000 Liter Milch.

### Die 1970er Jahre
In den 1970er Jahren führte der schnelle Zuwachs in den andalusischen Provinzen und dem Rest des Landes dazu, dass das Unternehmen 1975 in Granada ein völlig neues Werk errichtete, welches zurzeit immer noch in Betrieb ist. Die dortige tägliche Produktionsmenge an Milch betrug 400.000 Liter.

### Die 1980er Jahre
UNIASA 1976 an die Börse und wurde 1981 als besonderes geeignet für wertbeständige Rücklagen von Versicherungsunternehmen und anderen Fonds deklariert.
1982 erlangte UNIASA die Mehrheit an der Compañía de Dietéticos y Alimentación SA (EDDA), womit sie zugleich in den Sektor der Babynahrung einstieg: Säuglingsmilch und farine lactée (Kindernahrung) für Brei.
Im selben Jahr begann das Unternehmen auch reine Milch herzustellen. Im Verlauf dieser Zeit erreicht der Viehbestand bis zu 10.000 Kühe. Zusätzlich beginnt 1982 die Produktion von Käse, mit einer Kapazität von 1000 Tonnen pro Jahr.
Zwischen 1987 und 1988 erwirbt das Unternehmen die Coopérative d'Élevage La Merced, die die zentrale Molkerei in Cadix, die Comercial Malagueña SA (COLEMA), die Producción Lactaria de Andalucía (PROLAN) aus Séville und LEDESA SA in Salamanque.

### Die 1990er Jahre
Am 29. Juni 1992 stimmte die Aktionärshauptversammlung der Änderung des Namens der UNIASA zu, welche einen Monat später zur Puleva Unión Industrial y Agroganadera, SA wurde.
1992 wurde die neue Fabrik für Babynahrung und ein Kraft-Wärme-Kopplungskraftwerk, besser bekannt unter dem Namen Grelva (Granada, Electricidad y Vapor), eingeweiht.
1997 entschied sich das Unternehmen der Einfachheit halber den Namen ihrer Milchgesellschaft zu übernehmen und nennt sich seitdem Puleva SA.

### Die 2000er Jahre
Zwischen 1999 und 2000 erwarb Puleva die Mehrheit der Gruppe Leyma/Ram, und dann die der Gruppe Granja Castelló, wodurch sie Marktführer im spanischen Milchgeschäft wurde.
Am 23. Oktober 2000 kündigten Puleva und Azucarera Ebro Agrícolas ihre Fusion an, welche am 13. Dezember von den Aktionären bestätigt wurde. So entstand die Ebro Puleva Gruppe und ihre Tochtergesellschaft Puleva Food S.L.
2001 wurde Yofres gegründet, eine auf die Herstellung von Joghurt und Milchdesserts spezialisierte Gesellschaft.
Im April 2005 erwarb Ebro Puleva 100 Prozent von Panzani.
2007 kaufte der spanische Konzern Puleva Birkel für 30 Millionen Euro
Seit September 2010 ist Puleva Molkereisparte Teil von Lactalis.

## Produktionsstätten
Zurzeit gibt es 5 Produktionsstätten, in Granada (1 Million Liter pro Tag), Nadela (Provinz Lugo), León, Mollerussa (Provinz Lleida) und Alcalá de Guadaíra (Provinz Sevilla).

## Produkte
(Quelle: )

### Kindernahrung
- Puleva Peques
  - Laits Puleva Peques 1, 2 und 3 (mit Omega-3-Fettsäuren oder Körnern)
  - Purées
    - Puleva Papilla glutenfrei mit Körnern, Früchten oder Milchreis
    - Puleva Papilla 7 Korn, 8 Korn und Honig, Körner und Früchte und Hafer
- Puleva MAX

### Milch
- Klassisch
  - Vollmilch
  - Frischmilch
- Angereichert
  - Calcium UHT (normal, fettreduziert, Magermilch)
  - Calcium und Soja (normal, Magermilch)
  - Puleva Omega-3
  - Puleva Mama
  - A+D (normal, Magermilch, Hotellerie)

### Frappés
- Kakao (normal, kalorienreduziert, mit Cerealien)
- Erdbeer
- Vanille
- TuttiFrutti
- Leche Merengada

### Horchatas
- Horchata

### Rahm
- Schlagsahne
- Crème légère für Soßen
- Schlagsahne in Sprühdose

### Butter
- auf der Platte (natur oder gesalzen)
- in der Packung
  - kleine Packung,
  - einfach zu Streichen (natur, an Olivenöl, fettreduziert)

## Forschung und Entwicklung
Puleva besitzt eine Abteilung für Forschung und Entwicklung, Puleva Biotech, seit 2000 mit Azucarera Ebro zur Gruppe Ebro Puleva zusammengeschlossen.